# Ticida
Ticida (in latino Ticĭdas; dopo l'84 a.C.) è stato un poeta romano.

## Biografia
Ticida fece parte della corrente dei Poetae novi e secondo Apuleio cantò dell'amata Cecilia Metella Celere con lo pseudonimo di Perilla; sempre Apuleio riporta fosse più giovane di Catullo. 
Viene citato anche da Ovidio nei Tristia.

## Opere
Dell'opera di Ticida ci rimangono solamente tre versi, due dall'Epithalamium, un imeneo, e uno dagli Epigrammi. 
(Ticida, Epithalamium)
La seconda citazione, contenuta nel De grammaticis di Svetonio, recita:
(Ticida, Epigramma)